# Condado de Crawford (Pensilvânia)
O Condado de Crawford é um dos 67 condados do Estado americano da Pensilvânia. A sede do condado é Meadville, e sua maior cidade é Meadville. O condado possui uma área de 2 688 km²(dos quais 2,41 km² estão cobertos por água), uma população de 90 366 habitantes, e uma densidade populacional de 34 hab/km² (segundo o censo nacional de 2000). O condado foi fundado em 12 de março de 1800.

## Distritos do Condado
- Blooming Valley
- Cochranton